# Vinita (Oklahoma)
Pour les articles homonymes, voir Vinita.
La ville américaine de Vinita est le siège du comté de Craig, dans l'Oklahoma. En 2007, elle comptait 6 017 habitants.

## Histoire
Établie en 1871, la localité s’est d’abord appelée Downingville puis a été renommée Vinita en hommage à Vinnie Ream. Elle a été la première ville de l’Oklahoma à recevoir l’électricité.

## Source
- (en) Cet article est partiellement ou en totalité issu de l’article de Wikipédia en anglais intitulé « Vinita, Oklahoma » (voir la liste des auteurs).